# 11752 Masatakesagai
11752 Masatakesagai eller 1999 OU3 är en asteroid i huvudbältet som upptäcktes den 23 juli 1999 av den japanske amatörastronomen Tomimaru Okuni vid Nanyō-observatoriet. Den är uppkallad efter Masatake Sagai.
Asteroiden har en diameter på ungefär 5 kilometer och den tillhör asteroidgruppen Eunomia.